# Benetton B195
El Benetton B195 es un coche de carreras de Fórmula 1 diseñado por Rory Byrne y Ross Brawn para uso del equipo Benetton en la temporada 1995 de Fórmula 1.

## Descripción general
El 23 de agosto de 1994, Renault anunció que sería un proveedor oficial de motores para el equipo Benetton que incluía motores gratuitos y soporte de fábrica. El B195 era similar a su predecesor, el B194, pero un cambio de proveedor de motores de Ford a Renault causó un rediseño de la instalación del motor, la caja de cambios y la suspensión trasera. El coche ahora estaba propulsado por un motor Renault V10, el mismo que el equipo Williams usaba en su FW17. El B195 no era tan estable como el FW17 y era visto por la mayoría de los expertos del paddock como inferior a su rival. Cuando Gerhard Berger vino de Ferrari a Benetton a fines de 1995, durante las pruebas de invierno, encontró que el equilibrio del auto era muy pobre, y Michael Schumacher hizo el comentario: "Si hubiera conducido el automóvil al comienzo de la temporada, ¡hubiera trompeado en el pit-lane!"[cita requerida]

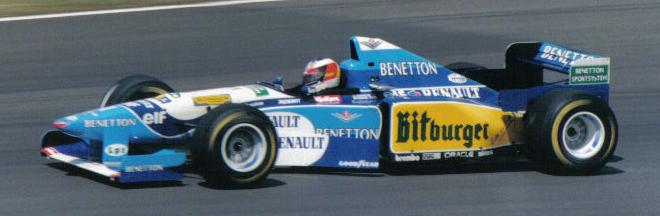
Schumacher conduciendo el B195 en el Gran Premio de Gran Bretaña de 1995.

El coche fue diseñado con las limitaciones aerodinámicas que impuso la FIA para la temporada, incluidas alas más pequeñas, mejor protección contra choques y la reducción del tamaño del motor de 3,5 a 3,0 litros. El coche sufrió dos cambios de diseño importantes durante la temporada: el primero se refería a la caja de aire, que debutó con forma de "joroba"; en el momento del Gran Premio de Francia, la forma había vuelto a la pendiente familiar que utilizaban el resto de los equipos; El otro cambio se refería al alerón delantero; al inicio de la temporada, el ala tenía dos 'muescas' a cada lado; En el Gran Premio de Alemania, las muescas habían desaparecido y el alerón era más plano, en línea con lo que corrían los otros equipos importantes. Como fue el caso en la temporada anterior, el coche de Schumacher estaba adornado con una serie de pequeños detalles en rojo, para ayudar a distinguir mejor su coche de sus compañeros de equipo.
Después de una descalificación inicial y el posterior restablecimiento de la victoria en Brasil (aunque los puntos de constructores no fueron restablecidos), Schumacher continuó desde donde lo había dejado en 1994 y luchó contra Damon Hill por el campeonato mundial. Los dos pilotos tuvieron varias colisiones y casi accidentes como en 1994, la más notable fue en el Gran Premio de Gran Bretaña de ese año cuando Hill intentó adelantar y los sacó a él y a Schumacher de la carrera. Schumacher aprovechó más errores de Williams y Hill y obtuvo nueve victorias, reteniendo fácilmente su campeonato, mientras que Johnny Herbert obtuvo la victoria en Silverstone y Monza, otra carrera en la que Hill y Schumacher sufrieron otro accidente.
Al final de la temporada, Herbert acusaba abiertamente al equipo de favorecer a Schumacher y de recibir un trato y un equipamiento inferiores.
El equipo Benetton ganó su primer (y único) Campeonato de Constructores esa temporada, pero la mayor parte de su personal técnico clave desertó a Ferrari cuando Schumacher fichó por ellos para la temporada de 1996. Benetton B195 fue el último coche de Fórmula 1 con sede en Enstone en ganar el título mundial de constructores hasta el Renault R25 en 2005.

## Patrocinio y livery
Benetton utilizó el logo 'Mild Seven', excepto en los Grandes Premios de Francia, Gran Bretaña y Alemania. El logotipo de Bitburger fue reemplazado por "Drive Alkoholfrei" en francés.

## En la cultura popular
El Benetton B195 apareció en el videojuego Codemasters F1 2020 como DLC para la "Deluxe Schumacher Edition".

## Resultados
(Clave) (negrita indica pole position) (cursiva indica vuelta rápida)

| Año     | Motor       | Neu. | N.º | Pilotos            | 1   | 2   | 3   | 4   | 5   | 6   | 7   | 8   | 9   | 10  | 11  | 12  | 13  | 14  | 15  | 16  | 17  | Puntos | Pos. |
| ------- | ----------- | ---- | --- | ------------------ | --- | --- | --- | --- | --- | --- | --- | --- | --- | --- | --- | --- | --- | --- | --- | --- | --- | ------ | ---- |
| 1995    | Renault V10 | G    |     |                    | BRA | ARG | SMR | ESP | MON | CAN | FRA | GBR | GER | HUN | BEL | ITA | POR | EUR | PAC | JPN | AUS | 137    | 1º   |
| 1995    | Renault V10 | G    | 1   | Michael Schumacher | 1   | 3   | Ret | 1   | 1   | 5   | 1   | Ret | 1   | 11  | 1   | Ret | 2   | 1   | 1   | 1   | Ret | 137    | 1º   |
| 1995    | Renault V10 | G    | 2   | Johnny Herbert     | Ret | 4   | 7   | 2   | 4   | Ret | Ret | 1   | 4   | 4   | 7   | 1   | 7   | 5   | 6   | 3   | Ret | 137    | 1º   |
| Fuente: |             |      |     |                    |     |     |     |     |     |     |     |     |     |     |     |     |     |     |     |     |     |        |      |